# Popis komunističkih država

## Bivše socijalističke države
- Afganistan
- Albanija
- Angola
- Benin
- Bugarska
- Čehoslovačka
- Grenada
- Demokratska Narodna Republika Jemen
- Etiopija
- Kambodža
- Narodna Republika Kongo
- Mađarska
- Mongolija
- Mozambik
- Nikaragva
- Njemačka Demokratska Republika  (DDR)
- Poljska
- Rumunjska
- SFRJ
- Somalija
- SSSR

## Sadašnje socijalističke države
- Narodna Republika Kina
- Demokratska Narodna Republika Koreja
- Kuba
- Laos
- Vijetnam